# 사가미국

사가미 국

사가미국(일본어: 相模国 사가미노쿠니[*])는 도카이도에 위치한 일본의 옛 구니이다. 현재의 가나가와현의 북동부 일부를 제외한 대부분에 해당한다. 소슈(相州)라고도 한다.

## 군
- 아시가라카미군(足柄上郡)
- 아시가라시모군(足柄下郡)
- 요로기군(일본어판)(淘綾郡)
- 오스미군(大住郡)
- 아이코군(愛甲郡)
쓰쿠이군(津久井郡)에 해당하는 지역 대부분을 포함.
- 다카쿠라군(高座郡)
- 미우라군(御浦郡 / 三浦郡)
- 가마쿠라군(鎌倉郡)

## 같이 보기
- 쇼난